# アルバフル・モスク
アルバフル・モスクは、ヤーファーで最も古い現存するモスクである。名は「海のモスク」という意味である。
港近くの、ハアリヤ・ハシュニヤ通りにある。その地中海への近さのため、近隣住民に加え、漁民と船員もこのモスクを使っていた。

## ギャラリー

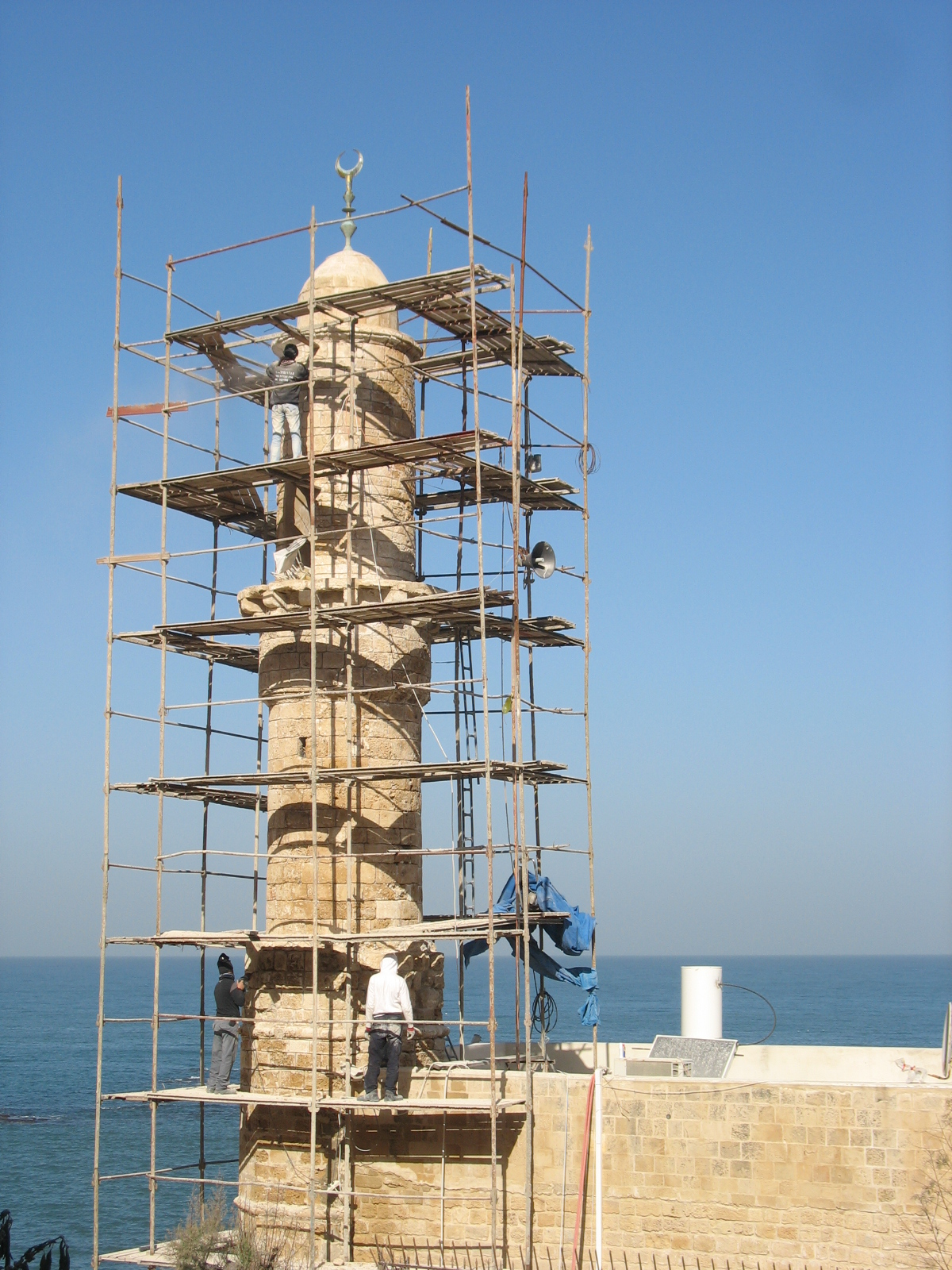
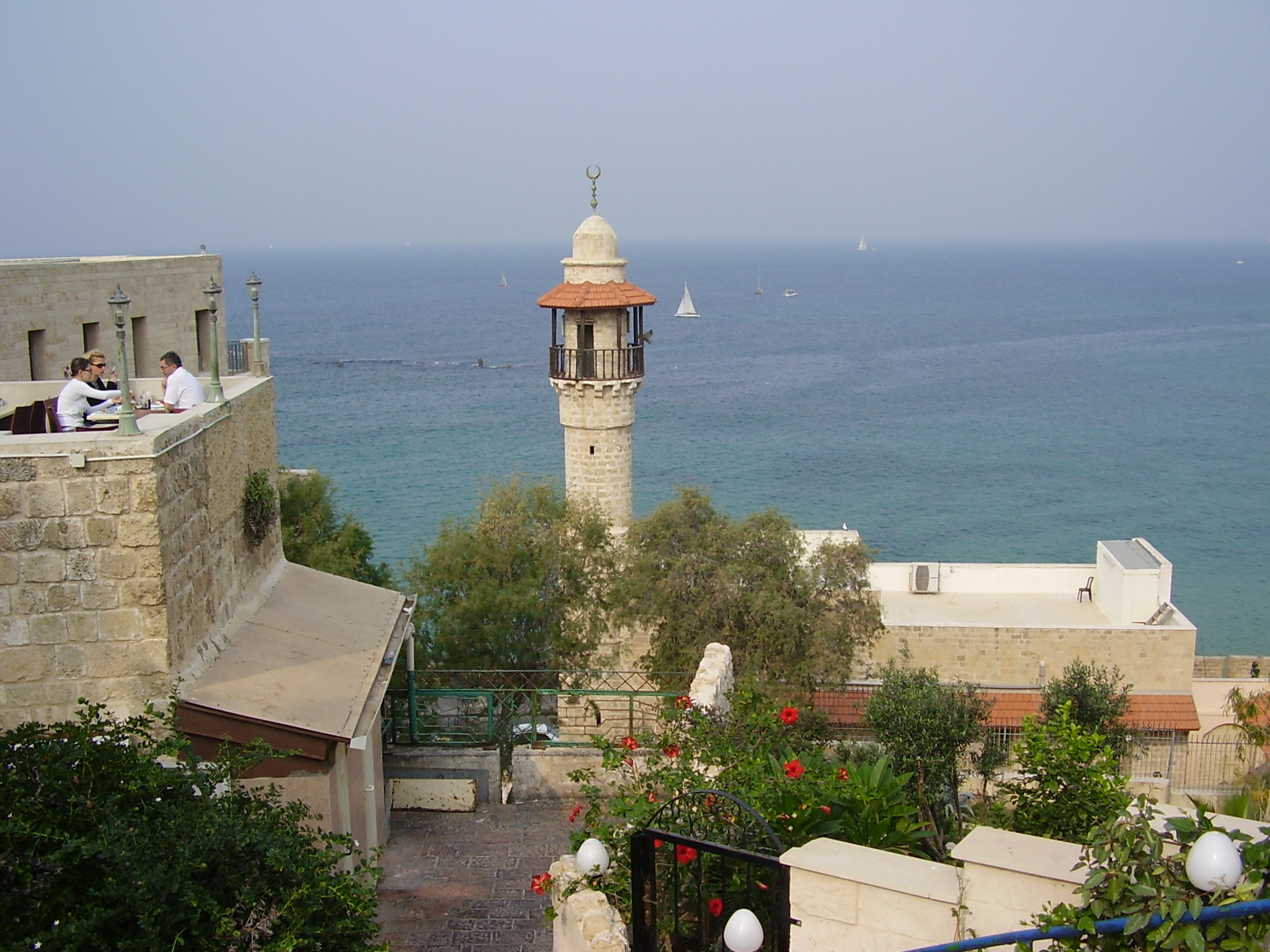